# Pwllheli
Pwllheli (pʊɬˈhɛlɪ) es una comunidad y la principal localidad comercial de la península de Lleyn en Gwynedd, al noroeste de Gales. Gran parte de la población es galesohablante (81% en 2001). Pwllheli es el lugar donde se fundó el Plaid Cymru y donde nació Albert Evans-Jones - Cynan -, el poeta galés.

## Historia
El nombre del pueblo significa cuenca de agua salada. La pronunciación de Pwllheli (en la lengua inglesa) incluye un sonido no existente en inglés: la  [ɬ] fricativa lateral alveolar áfona.
La localidad recibió sus fueros como municipio con Eduardo el Príncipe Negro en 1355,[cita requerida] y todavía se celebra un mercado los miércoles en el centro del pueblo en el 'Maes' (=campo en español).
El pueblo creció en torno a las industrias de construcción naval y pesquera, y a la cantera de granito en Carreg yr Imbill.

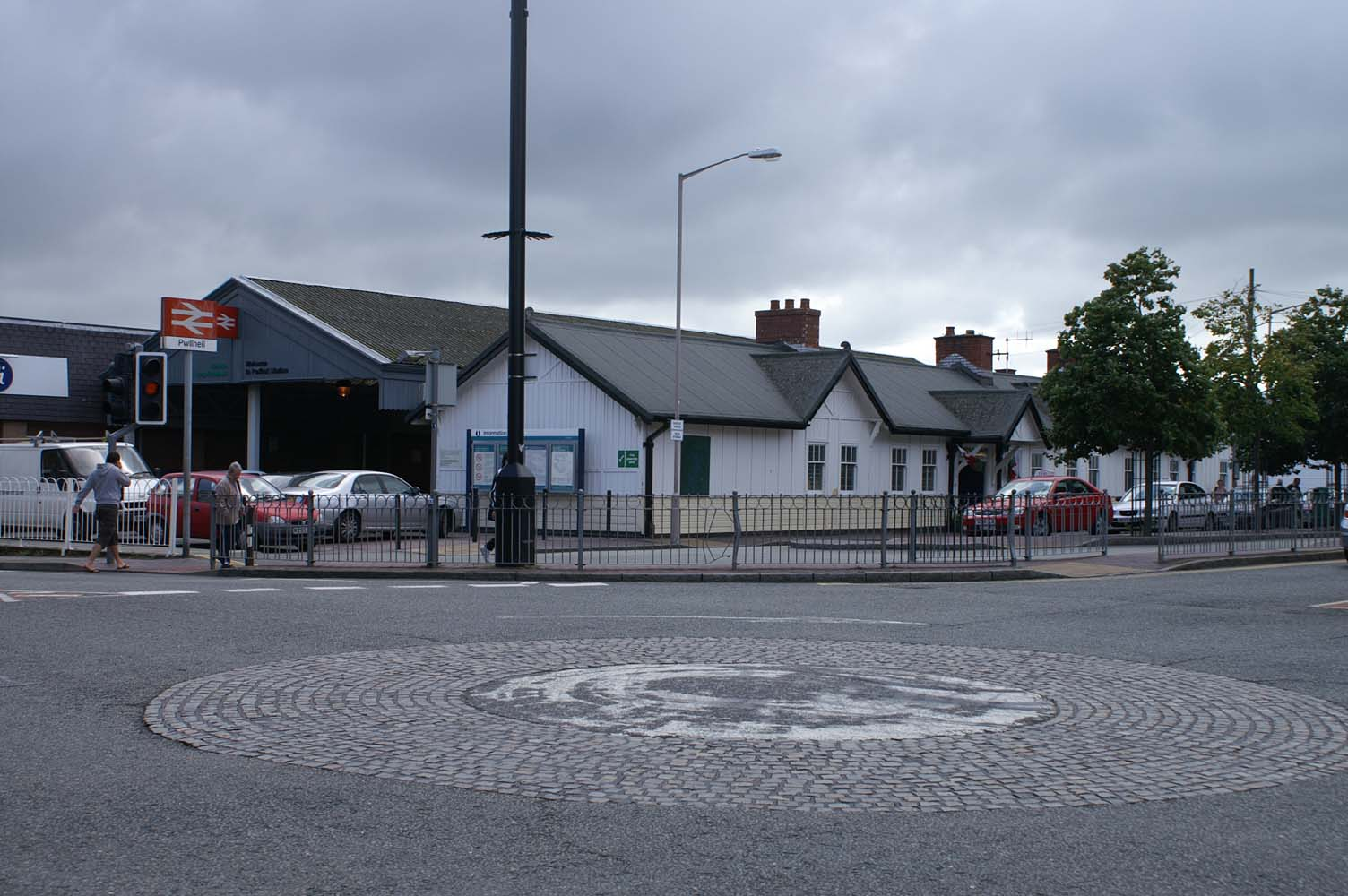
Estación ferroviaria de Pwllheli.

Durante la década de 1890, el pueblo se desarrolló con Solomon Andrews, un hombre de negocios de Cardiff. Este trabajo incluía los esplanada, carreteras y casas en West End. Se construyó un tranvía que unía la ciudad con Llanbedrog. El tranvía funcionó hasta 1927, cuando una sección del vagón resultó seriamente dañada por una tormenta.[cita requerida]
Durante muchos años hubo un campamento de verano dirigido por Butlins a un par de millas de Pwllheli. El campamento, renombrado Hafan-Y-Mor, ha vuelto a funcionar y lo dirige ahora el grupo Haven.
El pueblo contiene numerosas tiendas de minoristas, incluyendo Euronics y muchas tiendas menores. También tuvo un Woolworths hasta que desapareció esta cadena. Entre los supermercados se encuentran Somerfield, SPAR, el supermercado Co-op, Iceland y Asda. Un nuevo almacén Lidl abrió muy recientemente.[¿cuándo?]

## Educación
- Ysgol Cymerau, escuela primaria (medio-galés)
- Ysgol Glan y Môr, escuela secundaria (medio-galés)

Ysgol Glan y Môr se formó por la unión de la antigua escuela de gramática de Pwllheli y las escuelas secundarias modernas de Frondeg. Estas se encontraban en Penrallt y Upper Ala Road, respectivamente. Las dos escuelas se fusionaron a mediados de 1969 para formar una escuela conjunta (comprehensive school en inglés) con localización en dos lugares distintos dentro de la misma localidad.
Los alumnos jóvenes (año 1 y año 2) se encontraban en Penrallt (lugar de la antigua escuela de gramática) y los alumnos mayores (año 3 en adelante) se encontraban en un nuevo complejo construido en la calle Cardiff. Esta nueva escuela se amplió para acomodar a todos los alumnos bajo el nombre de Ysgol Glan y Môr.
El sitio en Penrallt se reformó después para formar el campus Pwllheli de Coleg Meirion-Dwyfor. La fachada del edificio principal de la antigua escuela de gramática se mantuvo e incorporó en el diseño de los actuales edificios. Así, la "antigua escuela" se ve fácilmente desde la plaza mayor de la localidad (Y Maes), en gran parte tal y como se ha visto desde que la antigua Escuela Codadl de Pwllheli se trasladó a Penrallt a principios del siglo XX.
- Coleg Meirion-Dwyfor. (mayormente galés-medio)

## Transporte

### Tren
La estación ferroviaria de Pwllheli es el término del Tren Costero Cambrian hacia Dovey Junction cerca de Machynlleth.

### Carretera
- Carretera A497
- Carretera A499

## Atracciones
- Plas Bodegroes, antes un restaurante de estrella roja de Michelin[4]
- Dos playas de bandera azul
- Penarth Fawr, una casa del siglo XV
- Marina
- Hafan Y Môr, un antiguo campamento de verano de Butlin's ahora dirigido por Haven
- Pwllheli Accommodation, una amplia gama de alojamiento de self-catering dirigido por Mann's Holidays
- Mercado de Pwllheli
- Clwb Golff Pwllheli - un campo de 69 hoyos con zonas verdes
- Club de Vela de Pwllheli - alberga frecuentemente eventos nacionales e internacionales
- Neuadd Dwyfor - teatro y cine en la calle Penlan

## Arte
Pwllheli albergó el Eisteddfod Nacional en 1925 y 1955, así como un evento no-oficial del Eisteddfod Nacional en 1875.

## Lenguaje
De acuerdo con el censo del Reino Unido de 2001, el 80% de la población habla galés, estando el porcentaje más alto de galesohablantes en el intervalo de 10-14 años, con el 94%.

## Deporte y entretenimiento
Pwllheli cuenta con un equipo de fútbol, el Pwllheli F.C., y uno de rugby, el Pwllheli RFC.